# Wola Łużańska
Wola Łużańska est une localité polonaise de la gmina de Łużna, située dans le powiat de Gorlice en voïvodie de Petite-Pologne.